# 乌海市长途汽车站
39°40′04.77″N 106°48′04.72″E / 39.6679917°N 106.8013111°E
乌海市长途汽车站，位于内蒙古自治区乌海市海勃湾区新华大街，乌海东站广场南侧，目前已开通至额济纳旗、阿拉善左旗、临河、陕坝、东胜、达拉特旗、包头、呼和浩特、北京、银川、兰州、西安等地车次。